# グループ・タック
株式会社グループ・タック（英: Group Tac Co.,Ltd.）は、かつて存在した日本のアニメ制作会社。日本動画協会正会員であった。

## 沿革
1968年3月、旧虫プロダクションの音響スタッフであった音響監督の田代敦巳が部下の明田川進、アートフレッシュを経てフリーとなったアニメーション監督・演出家の杉井ギサブローらを誘って設立した。設立当初は東京ムービー等の他社が制作した作品の音響制作が中心だったが、1975年制作の『まんが日本昔ばなし』（毎日放送）でアニメーションの元請制作を開始した。
主な事業内容はアニメーション・コンピュータグラフィックスによる映画・ビデオ・テレビ番組・CMなどの企画・制作、音響制作である。多くの賞を受賞し評価を受けた『まんが日本昔ばなし』をはじめ、『銀河鉄道の夜』、『イーハトーブ幻想〜KENjIの春』など過去の名作による作品を手がける一方で、1990年代以降は従来の作風にとらわれない作品も発表していた。2008年、代表取締役の田代が東京国際アニメフェア2008にて第4回功労賞を受賞。
しかしグループ・タックが得意としてきたゴールデンタイムのアニメは少子化や表現規制などの影響で衰退し、リーマン・ショックの影響を受けた2008年後半にはスポンサーの撤退が相次いだことから受注が減少、2009年8月期の年収入高は約5億9600万円に落ち込んでいた。その後は新規受注の獲得やスタッフの削減などに努め業況の回復を試みたものの、2010年7月に代表の田代が死去したことから社内体制の再構築が難航し事業継続を断念することとなった。同年8月31日に東京地裁へ準自己破産を申請し、東京地裁は9月1日に破産手続き開始を決定した。負債総額約6億5000万円。
なお破産時に制作中であった『はなかっぱ』は以後OLM・XEBEC（同社の解散後はのちにシグナル・エムディへと移管し、現在はOLMが単独制作となる）に引き継がれることとなった。また同じく制作中であった『グスコーブドリの伝記』については2011年9月30日に文化庁が発表した平成23年度の「国際共同製作映画支援事業」における製作支援対象として、手塚プロダクションが制作する形で本作が含まれることが明らかにされ、手塚プロが完成させて2012年7月に公開された。スタッフの一部はディオメディア、ボンズ、サテライト、T2 Studioなどに移籍した。
破産時に社屋として使用していた建物は「KBDタックビル」として2022年現在も現存しており、タック時代の看板もそのまま残されている。

## 作品履歴

### テレビアニメ
| 開始年 | 放送期間          | タイトル                                     | 監督                                       | アニメーション プロデューサー | 備考                                                                                 |
| ------ | ----------------- | -------------------------------------------- | ------------------------------------------ | ----------------------------- | ------------------------------------------------------------------------------------ |
| 1975年 | 1月 - 1995年1月   | まんが日本昔ばなし                           | 前田庸生 小林三男                          | N/A                           |                                                                                      |
| 1976年 | 1月 - 6月         | ハックルベリィの冒険                         | 光延博愛（総）                             | 鬼丸一平 中田実紀雄           |                                                                                      |
| 1977年 | 11月 - 1978年9月  | まんが偉人物語                               | 樋口雅一                                   | 中田実紀雄                    |                                                                                      |
| 1978年 | 10月 - 1979年9月  | まんがこども文庫                             | 前田庸生                                   | 鬼丸一平 →田代敦巳            |                                                                                      |
| 1980年 | 5月5日            | 火のくに物語り                               | フクハラ・ヒロカズ 大竹伸一 前田康成       | 中田実紀雄 川内彩友美         |                                                                                      |
| 1980年 | N/A               | ジェレミーの木                               | 前田庸生                                   | N/A                           |                                                                                      |
| 1982年 | 5月5日            | 二死満塁                                     | 芝山努（演出）                             | 対木重次                      | 製作協力：亜細亜堂                                                                   |
| 1982年 | 10月 - 1983年9月  | ときめきトゥナイト                           | 笹川ひろし（総） 永丘昭典                  | 対木重次                      |                                                                                      |
| 1983年 | 5月4日            | ナイン                                       | 杉井ギサブロー 前田庸生                    | 藤田健                        |                                                                                      |
| 1983年 | 10月 - 1984年3月  | 伊賀野カバ丸                                 | 小華和ためお                               | 対木重次                      |                                                                                      |
| 1983年 | 12月18日          | ナイン2 恋人宣言                             | 杉井ギサブロー 前田庸生                    | 藤田健                        |                                                                                      |
| 1984年 | 9月5日            | ナイン 完結編                                | 杉井ギサブロー 前田庸生                    | 藤田健                        |                                                                                      |
| 1985年 | 3月 - 1987年3月   | タッチ                                       | 杉井ギサブロー（総） ときたひろこ 前田庸生 | 対木重次                      |                                                                                      |
| 1987年 | 3月 - 1988年3月   | 陽あたり良好!                                | 杉井ギサブロー（総） ときたひろこ          | 対木重次                      |                                                                                      |
| 1990年 | 4月 - 1991年4月   | ふしぎの海のナディア                         | 庵野秀明（総） 樋口真嗣                    | 村浜章司 川人憲治郎           | 共同制作：GAINAX                                                                     |
| 1990年 | 10月 - 1991年3月  | 三丁目の夕日                                 | 前田庸生                                   | 対木重次                      |                                                                                      |
| 1992年 | 4月 - 1993年3月   | まんが日本史                                 | N/A                                        | N/A                           |                                                                                      |
| 1992年 | 8月 - 1993年7月   | ヤダモン                                     | 原田益次                                   | 川人憲治郎                    |                                                                                      |
| 1992年 | 10月 - 1993年12月 | ともだちでいようね                           | 小熊公晴                                   | 兼坂ねぶり                    |                                                                                      |
| 1993年 | 7月 - 1994年8月   | 3丁目のタマ うちのタマ知りませんか?          | 前田庸生                                   | 桜井宏                        |                                                                                      |
| 1993年 | 10月 - 1994年9月  | ジャングルの王者ターちゃん♡                  | 難波日登志                                 | 川人憲治郎                    |                                                                                      |
| 1994年 | 4月 - 9月         | 3丁目のタマ うちのタマ知りませんか?（第2期） | 武藤裕治                                   | 桜井宏                        |                                                                                      |
| 1994年 | 8月 - 9月         | 学校のコワイうわさ 花子さんがきた!!          | やすみ哲夫                                 | 金正廣                        | 第1期                                                                                |
| 1995年 | 3月 - 4月         | 学校のコワイうわさ 花子さんがきた!!          | やすみ哲夫                                 | 金正廣                        | 第2期                                                                                |
| 1995年 | 7月 - 8月         | 学校のコワイうわさ 花子さんがきた!!          | やすみ哲夫                                 | 金正廣                        | 第3期                                                                                |
| 1995年 | 12月              | 学校のコワイうわさ 花子さんがきた!!          | やすみ哲夫                                 | 金正廣                        | 第4期                                                                                |
| 1995年 | 4月 - 1996年3月   | 飛べ!イサミ                                  | 杉井ギサブロー（総） 佐藤竜雄              | 金正廣 土屋研                 |                                                                                      |
| 1995年 | 4月 - 1996年3月   | ぼのぼの                                     | 難波日登志                                 | 川人憲治郎                    |                                                                                      |
| 1995年 | 4月 - 1996年3月   | ビット・ザ・キューピッド                     | 小華和ためお                               | 桜井宏 磯真査彦               | 共同制作：ビー・ユー・ジー                                                           |
| 1995年 | 4月 - 11月        | ストリートファイターII V                     | 杉井ギサブロー                             | 藤田健                        |                                                                                      |
| 1996年 | 10月 - 12月       | エルフを狩るモノたち                         | 片山一良                                   | 川人憲治郎                    |                                                                                      |
| 1996年 | 10月 - 1997年9月  | YAT安心!宇宙旅行                             | 難波日登志                                 | 大西つとむ                    |                                                                                      |
| 1996年 | 12月14日          | イーハトーブ幻想〜KENjIの春                  | 河森正治                                   | 藤田健                        |                                                                                      |
| 1997年 | 4月 - 10月        | YAT安心!宇宙旅行2                            | 難波日登志                                 | 大西つとむ                    |                                                                                      |
| 1997年 | 7月 - 1998年9月   | はれときどきぶた                             | ワタナベシンイチ                           | 川人憲治郎                    |                                                                                      |
| 1997年 | 10月 - 12月       | エルフを狩るモノたちII                       | 福冨博                                     | 川人憲治郎 名嘉邦夫           |                                                                                      |
| 1998年 | 4月 - 9月         | アンドロイド・アナMAICO2010                  | 舛成孝二                                   | 金正廣 名嘉邦夫               | 共同制作：あにまる屋                                                                 |
| 1998年 | 10月 - 11月       | LET'S ぬぷぬぷっ                             | N/A                                        | N/A                           | アニメーション制作協力：亜細亜堂                                                     |
| 1998年 | 10月 - 1999年6月  | 時空探偵ゲンシクン                           | 福富博                                     | 川人憲治郎                    | アニメーション制作協力：あにまる屋                                                   |
| 1998年 | 12月11日          | タッチ Miss Lonely Yesterday あれから君は…   | 杉井ギサブロー（総） 永丘昭典              | 金正廣 岡崎稔                 |                                                                                      |
| 1999年 | 1月 - 3月         | 火魅子伝                                     | 知吹愛弓                                   | 大西敏樹 桜井宏               |                                                                                      |
| 1999年 | 7月 - 2001年3月   | キョロちゃん                                 | 本郷みつる 錦織博                          | 川人憲治郎                    |                                                                                      |
| 1999年 | 8月 - 10月        | 愛のあわあわアワー                           | 森脇まこと 久米一成                        | 川人憲治郎                    | アニメーション制作協力：あにまる屋、スタジオれんげ                                   |
| 1999年 | 8月 - 10月        | おるちゅばんエビちゅ                         | 森脇まこと                                 | 川人憲治郎                    | アニメーション制作協力：あにまる屋、スタジオれんげ                                   |
| 1999年 | 10月              | イッパツ危機娘                               | 吉田啓良                                   | N/A                           |                                                                                      |
| 1999年 | 12月 - 2000年3月  | モンキーマジック                             | 小華和ためお                               | 川人憲治郎 山浦宗春           |                                                                                      |
| 2000年 | 2月 - 5月         | マイアミ☆ガンズ                              | 湖山禎崇                                   | 米内則智 名嘉邦夫             | 制作協力：あにまる屋                                                                 |
| 2001年 | 1月 - 12月        | グラップラー刃牙                             | 難波日登志 谷田部勝義                      | 川人憲治郎                    |                                                                                      |
| 2001年 | 1月 - 3月         | 地球防衛家族                                 | 木村哲                                     | 大西つとむ 桜井宏             |                                                                                      |
| 2001年 | 2月9日            | タッチ CROSS ROAD〜風のゆくえ〜              | 杉井ギサブロー（総） 永丘昭典              | 村田祐一 植田泰生 金正廣      |                                                                                      |
| 2001年 | 4月 - 2002年3月   | 仰天人間バトシーラー                         | 高本宣弘                                   | 青木滉一郎                    |                                                                                      |
| 2001年 | 10月 - 2002年10月 | キャプテン翼（第3作）                        | 杉井ギサブロー                             | 桜井宏                        |                                                                                      |
| 2001年 | 11月 - 2002年6月  | 格闘料理伝説ビストロレシピ                   | やすみ哲夫                                 | 金正廣                        | 制作協力：文成動画                                                                   |
| 2003年 | 10月 - 2004年3月  | ギルガメッシュ                               | むらた雅彦                                 | N/A                           | 共同制作：ジャパンヴィステック                                                       |
| 2003年 | 10月 - 2007年2月  | トントンあったと にいがたの昔ばなし          | 小華和ためお                               | 金正廣                        |                                                                                      |
| 2003年 | 11月 - 2004年3月  | ふたつのスピカ                               | 望月智充                                   | 桜井宏 橋本淳至               |                                                                                      |
| 2004年 | 1月 - 3月         | エリア88                                     | 今掛勇                                     | N/A                           |                                                                                      |
| 2004年 | - 2009年          | ななみちゃん                                 | 野村辰寿                                   | [ 注 14 ]                     | 共同制作：ROBOT                                                                      |
| 2004年 | 10月 - 2005年1月  | グレネーダー 〜ほほえみの閃士〜              | 神志那弘志                                 | 桜井宏                        | 共同制作：スタジオ・ライブ                                                           |
| 2004年 | 10月 - 2005年5月  | 学園アリス                                   | 大森貴弘                                   | 須賀信行                      | 作画協力：SHAFT                                                                      |
| 2004年 | 10月 - 2005年9月  | ビューティフル ジョー                        | 石山タカ明                                 | N/A                           |                                                                                      |
| 2005年 | 5月 - 7月         | 新釈 眞田十勇士                              | 清水恵蔵                                   | 川人憲治郎 黒木健一           | 共同制作：G&G                                                                        |
| 2006年 | 1月 - 3月         | 陰からマモル!                                | ふじもとよしたか                           | 川人憲治郎                    |                                                                                      |
| 2006年 | 1月 - 2月         | 半分の月がのぼる空                           | ユキヒロマツシタ                           | 川人憲治郎                    |                                                                                      |
| 2006年 | 3月 - 4月         | しにがみのバラッド。                         | 望月智充                                   | 川人憲治郎 長谷川康雄         | アニメーション制作協力：銀画屋                                                       |
| 2006年 | 4月 - 7月         | TOKKO 特公                                   | 阿部雅司                                   | 桜井宏 松嵜義之               | 共同制作：AICスピリッツ                                                              |
| 2006年 | 9月 - 11月        | BLACK BLOOD BROTHERS                         | 吉川博明                                   | 桜井宏                        | 共同制作：スタジオ・ライブ                                                           |
| 2007年 | 6月 - 9月         | 鉄子の旅                                     | 永丘昭典                                   | 大西力                        | 制作協力：東映アニメーション                                                         |
| 2007年 | 7月 - 9月         | はぴはぴクローバー                           | やすみ哲夫（総） のなかかずみ              | 青木滉一郎 平松達也           |                                                                                      |
| 2010年 | 3月 - 7月         | はなかっぱ                                   | のなかかずみ                               | 小山慎                        | 制作はOLM・XEBECへ継承 XEBEC解散後はシグナル・エムディへ移管 2022年よりOLMの単独制作 |

### 劇場アニメ
| 公開年 | タイトル                                        | 監督                                         | 備考                                                         |
| ------ | ----------------------------------------------- | -------------------------------------------- | ------------------------------------------------------------ |
| 1974年 | ジャックと豆の木                                | 杉井ギサブロー                               |                                                              |
| 1980年 | 11ぴきのねこ                                    | 前田庸生                                     | 制作協力：ヘラルドエンタープライズ、京都映画センター         |
| 1980年 | ヒロシマのうた                                  | 小林治                                       |                                                              |
| 1982年 | 象のいない動物園                                | 前田庸生                                     |                                                              |
| 1982年 | 対馬丸 —さようなら沖繩—                         | 小林治                                       |                                                              |
| 1983年 | ノエルの不思議な冒険                            | 前田庸生                                     |                                                              |
| 1985年 | 銀河鉄道の夜                                    | 杉井ギサブロー 前田庸生                      |                                                              |
| 1985年 | ごんぎつね                                      | 前田庸生                                     |                                                              |
| 1986年 | 11ぴきのねことあほうどり                        | 小華和ためお                                 |                                                              |
| 1986年 | タッチ 背番号のないエース                       | 杉井ギサブロー 前田庸生                      |                                                              |
| 1986年 | タッチ2 さよならの贈り物                        | 杉井ギサブロー（総） はしもとなおと 前田庸生 |                                                              |
| 1987年 | タッチ3 君が通り過ぎたあとに -DON'T PASS ME BY- | 杉井ギサブロー（総） 永丘昭典 前田庸生       |                                                              |
| 1987年 | 煙突屋ペロー（復元版）                          | N/A                                          |                                                              |
| 1987年 | 紫式部 源氏物語                                 | 杉井ギサブロー                               |                                                              |
| 1987年 | チロヌップのきつね                              | 今沢哲男                                     |                                                              |
| 1988年 | 陽あたり良好! KA・SU・MI 夢の中に君がいた       | 小熊公晴                                     |                                                              |
| 1988年 | シニカル・ヒステリー・アワー                    | 玖保キリコ                                   | -1989年                                                      |
| 1989年 | かんからさんしん                                | 小林治                                       |                                                              |
| 1990年 | 走れ!白いオオカミ                               | 前田庸生                                     |                                                              |
| 1991年 | ふしぎの海のナディア                            | 青野昌                                       | 制作協力：GAINAX、世映動画（現：同友アニメーション）         |
| 1991年 | ハックルベリィの冒険                            | 光延博愛（総）                               |                                                              |
| 1992年 | パッチンして! おばあちゃん                      | 辻伸一                                       |                                                              |
| 1993年 | ぼのぼの                                        | いがらしみきお ムトウユージ                  |                                                              |
| 1993年 | 3丁目のタマ おねがい!モモちゃんを捜して!!       | 難波日登志                                   |                                                              |
| 1994年 | ストリートファイターII MOVIE                    | 杉井ギサブロー                               | 制作協力：スタジオガゼル                                     |
| 2000年 | 太陽の法 エル・カンターレへの道                 | 石山貴明                                     |                                                              |
| 2002年 | せかいいちうつくしいぼくの村                    | N/A                                          |                                                              |
| 2003年 | 黄金の法 エル・カンターレの歴史観               | 石山貴明                                     |                                                              |
| 2005年 | あらしのよるに                                  | 杉井ギサブロー                               |                                                              |
| 2006年 | 永遠の法 The Laws of Eternity                   | 今掛勇                                       |                                                              |
| 2009年 | 仏陀再誕 The REBIRTH of BUDDHA                  | 石山タカ明                                   |                                                              |
| 2010年 | 昆虫物語 みつばちハッチ〜勇気のメロディ〜       | アミノテツロ                                 | 共同制作：タツノコプロ                                       |
| 2012年 | グスコーブドリの伝記                            | 杉井ギサブロー                               | 準自己破産による制作中断後、手塚プロダクション制作により公開 |

### OVA
| 発売年 | タイトル                                  | 監督           | 備考                               |
| ------ | ----------------------------------------- | -------------- | ---------------------------------- |
| 1989年 | 3丁目物語                                 | 前田庸生       |                                    |
| 1991年 | スイートスポット                          | 杉井ギサブロー |                                    |
| 1992年 | のぞみウィッチィズ                        | 杉井ギサブロー | -1993年                            |
| 1994年 | 気分は形而上 実在OL講座                   | やすみ哲夫     |                                    |
| 1995年 | プリンセス・ミネルバ                      | 山口美浩       |                                    |
| 1995年 | ようこそ!微笑寮へ                         | N/A            |                                    |
| 1997年 | HEN                                       | 鈴木大司       | 制作協力：プロジェクトチーム・サラ |
| 1997年 | ねずみくんのチョッキ                      | 若林常夫       | -1999年                            |
| 1998年 | きょうしつはおばけがいっぱい              | 篠原俊哉       |                                    |
| 1998年 | ぼくはゆうしゃだぞ                        | 篠原俊哉       |                                    |
| 2000年 | ストリートファイターZERO                  | 山内重保       | 共同制作：プラム                   |
| 2000年 | GRANDEEK〜外伝〜                          | 外山草         | 共同制作：アニメイトフィルム       |
| 2000年 | 世にも恐ろしいグリム童話                  | 増井壮一       |                                    |
| 2000年 | 世にも恐ろしい日本昔話                    | 増井壮一       |                                    |
| 2002年 | おれたち、ともだち!                       | 土田勇         |                                    |
| 2003年 | サブマリン707R                            | 増尾昭一       | -2004年                            |
| 2004年 | あじさいの唄                              | 外山草         |                                    |
| 2006年 | 1ねん1くみシリーズ                        | 辻伸一         |                                    |
| 2008年 | 念仏物語 親鸞さま ねがい、そして ひかり。 | 宇井孝司       |                                    |

### 制作協力
| 放送年 | タイトル                                        | 制作元請                                              | 備考                               |
| ------ | ----------------------------------------------- | ----------------------------------------------------- | ---------------------------------- |
| 1971年 | ルパン三世（第1シリーズ）                       | 東京ムービー                                          | -1972年                            |
| 1971年 | ふしぎなメルモ                                  | 手塚プロダクション                                    | -1972年                            |
| 1973年 | ワンサくん                                      | オフィス・アカデミー                                  |                                    |
| 1974年 | 宇宙戦艦ヤマト                                  | オフィス・アカデミー                                  | -1975年                            |
| 1978年 | 宇宙戦艦ヤマト2                                 | オフィス・アカデミー                                  | -1979年                            |
| 1979年 | 宇宙戦艦ヤマト 新たなる旅立ち                   | オフィス・アカデミー                                  |                                    |
| 1980年 | メーテルリンクの青い鳥 チルチルミチルの冒険旅行 | オフィス・アカデミー                                  |                                    |
| 1996年 | スーパーマン                                    | ワーナー・ブラザース・アニメーション                  | -2000年、各話制作協力（シーズン3） |
| 1996年 | Road Rovers                                     | ワーナー・ブラザース・アニメーション スタジオジュニオ | -1997年、作業協力（第11話）        |
| 1997年 | 吸血姫美夕                                      | AIC                                                   | -1998年、制作協力                  |
| 1998年 | MASTERキートン                                  | マッドハウス                                          | -1999年、各話制作協力              |
| 2000年 | 遊☆戯☆王デュエルモンスターズ                    | ぎゃろっぷ                                            | -2004年、各話制作協力              |
| 2000年 | 幻想魔伝 最遊記                                 | ぴえろ                                                | -2001年、制作協力                  |
| 2000年 | はじめの一歩                                    | マッドハウス                                          | -2002年、各話制作協力              |
| 2000年 | 機巧奇傳ヒヲウ戦記                              | ボンズ                                                | -2001年、各話制作協力              |
| 2001年 | ピーチAピーチA                                  | ROM-312                                               | 各話制作協力                       |
| 2001年 | 新白雪姫伝説プリーティア                        | ハルフィルムメーカー                                  | 各話制作協力                       |
| 2001年 | ヒカルの碁                                      | ぴえろ                                                | -2003年、各話制作協力              |
| 2002年 | あたしンち                                      | シンエイ動画                                          | -2004年、各話制作協力              |
| 2002年 | 満月をさがして                                  | スタジオディーン                                      | -2003年、各話制作協力              |
| 2002年 | 東京ミュウミュウ                                | ぴえろ                                                | -2003年、各話制作協力              |
| 2002年 | スパイラル －推理の絆－                         | J.C.STAFF                                             | -2003年、各話制作協力              |
| 2003年 | ななか6/17                                      | J.C.STAFF                                             | 各話制作協力                       |
| 2003年 | アソボット戦記五九                              | エッグ                                                | 各話制作協力                       |
| 2003年 | E'S OTHERWISE                                   | ぴえろ                                                | 各話制作協力                       |
| 2003年 | 探偵学園Q                                       | ぴえろ                                                | -2004年、各話制作協力              |
| 2003年 | TEXHNOLYZE                                      | マッドハウス                                          | -2004年、各話制作協力              |
| 2003年 | 君が望む永遠                                    | スタジオ・ファンタジア                                | 各話制作協力                       |
| 2005年 | ゾイドジェネシス                                | 小学館ミュージック&デジタル エンタテイメント          | -2006年、各話制作協力              |
| 2006年 | おとぎ銃士 赤ずきん                             | マッドハウス                                          | 制作協力                           |
| 2007年 | 爆丸バトルブローラーズ                          | トムス・エンタテインメント                            | 制作協力                           |
| 2008年 | MAJOR メジャー（第4シリーズ）                   | SynergySP                                             | 各話制作協力                       |
| 2008年 | しゅごキャラ!                                   | サテライト                                            | 各話制作協力                       |
| 2008年 | イタズラなKiss                                  | トムス・エンタテインメント                            | 各話制作協力                       |

| 公開年 | タイトル                                                                    | 制作元請                                    | 備考                   |
| ------ | --------------------------------------------------------------------------- | ------------------------------------------- | ---------------------- |
| 1977年 | 宇宙戦艦ヤマト                                                              | オフィス・アカデミー                        |                        |
| 1978年 | さらば宇宙戦艦ヤマト 愛の戦士たち                                           | 東映動画                                    |                        |
| 1980年 | ヤマトよ永遠に                                                              | 東映動画                                    |                        |
| 1983年 | 宇宙戦艦ヤマト 完結編                                                       | 東映動画                                    |                        |
| 1985年 | オーディーン 光子帆船スターライト                                           | ウエスト・ケープ・コーポレーション 東映動画 |                        |
| 1997年 | 劇場版 天地無用! 真夏のイヴ                                                 | AIC                                         | 制作協力               |
| 1997年 | るろうに剣心 -明治剣客浪漫譚- 維新志士への鎮魂曲                            | ぎゃろっぷ                                  | 制作協力               |
| 2004年 | 劇場版ポケットモンスター アドバンスジェネレーション 裂空の訪問者 デオキシス | OLM                                         | アニメーション制作協力 |
| 2007年 | シナモン the Movie                                                          | マッドハウス                                | 制作協力               |

| 発売年 | タイトル                         | 制作元請           | 備考              |
| ------ | -------------------------------- | ------------------ | ----------------- |
| 1990年 | 毎日が日曜日                     | アニメイトフィルム | 制作協力          |
| 1994年 | リカちゃんとヤマネコ 星の旅      | 亜細亜堂           | 制作協力          |
| 2003年 | 羊のうた                         | マッドハウス       | -2004年、制作協力 |
| 2003年 | はじめの一歩 間柴vs木村 死刑執行 | マッドハウス       | 制作協力          |

### その他
| 年     | タイトル                           | 備考                                    |
| ------ | ---------------------------------- | --------------------------------------- |
| 1976年 | 助け合いの歴史                     | 文部省選定、監督:杉井ギサブロー         |
| 1978年 | がんばれ!ベアーズ大旋風 -日本遠征- | メインタイトル                          |
| 1985年 | 宇宙戦艦ヤマト                     | LDゲーム、タイトー                      |
| 1994年 | 電気グルーヴ アルバム『DRAGON』    | Ki/oon Sony Records、イラストレーション |

## 関連人物

### アニメーター・演出家
- 林一哉
- 太田雅彦
- 毛利和昭
- 亀谷響子
- 杉井ギサブロー（創業者）
- 外山草
- 佐藤竜雄
- 神戸守
- 難波日登志
- 永丘昭典
- 望月智充
- やすみ哲夫
- タムラコータロー

### 制作
- 鬼丸一平（プロデューサー、メルヘン社創業者）
- 対木重次（プロデューサー）
- 沼田かずみ（プロデューサー、トマソン創業者）
- 藤田健（プロデューサー）
- 川人憲治郎（プロデューサー、サテライト→ディオメディア所属）
- 桜井宏（プロデューサー）
- 金正廣（プロデューサー）
- 須賀信行（プロデューサー→行政書士、スタジオバルセロナ〈後のディオメディア〉創業者）
- 青木滉一郎（プロデューサー、CJT創業者）
- 米内則智（プロデューサー、ボンズ所属→Lay-duce創業者）
- 大薮芳広（制作デスク→ボンズ取締役兼プロデューサー）
- 江戸秀州（制作担当、サテライト→ライデンフィルムプロデューサー）
- 橋本淳至（制作担当→プロデューサー、サテライト→ライデンフィルムプロデューサー）
- 川口徹（制作担当、東京ムービー→Production I.G.プロデューサー）

### その他
- 田代敦巳（音響監督、創業者）
- 明田川進（音響監督、創業者）
- 田中いつか（撮影担当→ボンズ広報部）
- 岡祐司（撮影担当→編集担当→ディオメディア所属）
- 池田繁美（美術担当→スタジオ・ユニ→アトリエ・ムサ創業者）

## 同社スタッフ・OBが独立・起業した会社
現在
- アトリエムサ - 美術を務めた池田繁美がスタジオ・ユニを経て1986年に設立。
- トマソン - プロデューサーを務めた沼田かずみが1988年に設立。
- CJT - プロデューサーを務めた青木滉一郎が2009年に設立。
- Lay-duce - プロデューサーを務めた米内則智がボンズを経て2013年に設立。

過去
- メルヘン社 - プロデューサーを務めた鬼丸一平が1979年に設立。2014年に解散。
- スタジオバルセロナ - プロデューサーを務めた須賀信行が2005年に設立。須賀の体調不良により、2007年に活動停止し、新規設立したディオメディアに事業承継。